# Fokker 70
Fokker 70 — вузькофюзеляжний двомоторний турбореактивний пасажирський літак, розроблений для польотів малої та середньої дальності, виробництва компанії Fokker. Це зменшена версія реактивного лайнера Fokker 100. Обидвом моделям, F70 і F100, передував перший реактивний літак виробництва тієї ж компанії, Fokker F28 Fellowship. З моменту першого польоту 1993 року було побудовано 47 літаків, плюс один прототип, і більшість з них досі використовуються авіакомпаніями у всьому світі, особливо в європейських авіалініях.

## Проектування та розробка
Нідерландська компанія Fokker почала розробку авіалайнера у листопаді 1992 року з метою заміни свого старіючого лайнера Fokker F28 на більш сучасний та економічний літак. Перший політ Fokker 70 відбувся 4 квітня 1993, на базі компанії у Woensdrecht на півдні Нідерландів, і тривав три години. Після свого першого польоту Fokker 70 був доставлений до Гранади, Іспанія де налітав достатньо годин для одержання сертифікації в кінці 1994 року. Перший серійний літак здійснив перший політ у липні 1994 року. Сертифікація була надана 14 жовтня 1994 року, в той час як перше надходження Fokker 70 до клієнта, Ford Motor Company (у конфігурації «Executive Jet»), сталося пізніше того ж місяця. Стартовою авіакомпанією-замовником цього літака була нині неіснуюча індонезійська компанія Sempati Air.
Розробка Fokker 70 ґрунтувалася на вимогах деяких авіакомпаній, для яких Fokker 50 або ATR 42 були занадто малими, а Boeing 737 або MD-80 занадто великими. Розробка полягала у скороченні різних секцій фюзеляжу Fokker 100, зменшенні загальної довжини літака на 4.62 метри (15.2 футів), за збереження розмірів крил і хвоста. З цими специфікаціями, загальна місткість становить 80 пасажирів. У США вона становить 70 пасажирів, більше для того, щоб відповідати вимогам «Сфери розмежування», ніж вимогам сертифікації Федерального управління цивільної авіації (FAA).

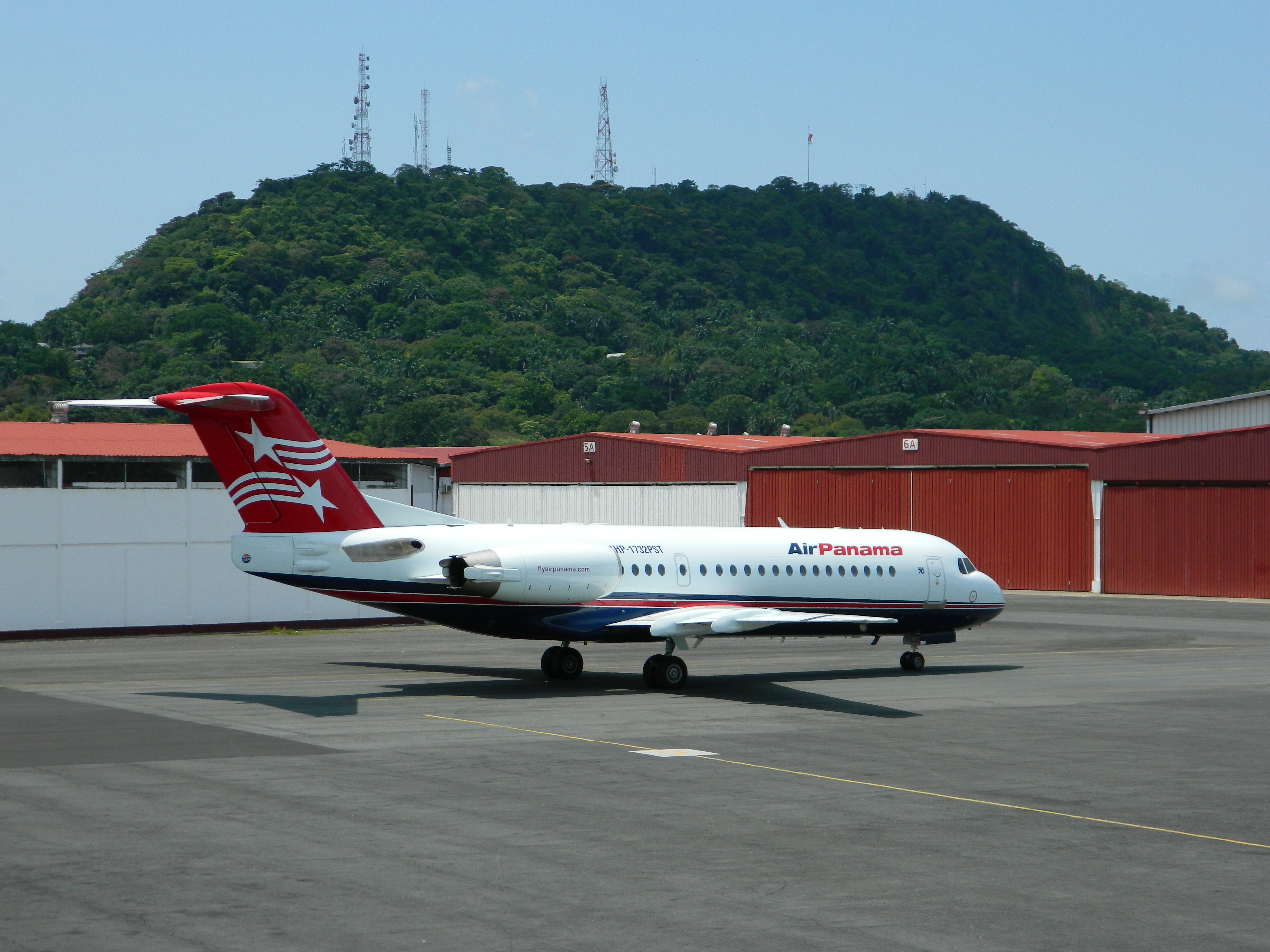
Fokker 70 авіакомпанії Air Panama

Fokker 70 працює на двох турбовентиляторних двигунах Rolls-Royce Tay 620, розміщених у задній частині фюзеляжу, з 61,6 кН тяги. Вага коливається від 22 673 кг (порожній літак), до 41 730 кг за максимальної злітної ваги . Повітряне гальмо на його хвостовій частині — подібне до того, що є на BAe 146 — дозволяє літаку дотримуватися 5,5° глісади у London City Airport. Його набір авіоніки схожий на той, що встановлено на Fokker 100.
Більшість літаків Fokker 70 були поставлені на експлуатацію в Європі, але 1995 року два літаки були надані Mesa Air, дочірній компанії Desert Sun Airlines та експлуатувалися на рейсах America West Express як частина плану поширення Fokker 70 у США. [джерело?] Хоча попередній Fokker 100 непогано продавався у США із замовленнями від American Airlines і USAir (нині US Airways), лише два літаки Fokker 70 були доставлені для використання у Сполучених Штатах. [джерело?] Банкрутство компанії Fokker у березні 1996 року поклало кінець будь-яким надіям на подальше виробництво для ринку США; два літаки America West Express стали обходитися надто дорого і 1997 року були відправлені до Європи, закінчивши дуже короткий термін використання цієї моделі в Сполучених Штатах. [джерело?]
Останній Fokker 70 було побудовано в квітні 1997 року, тоді ж виробнича лінія була закрита після банкрутства Fokker у попередньому році. За короткий термін виробництва було побудовано 47 літаків цієї моделі. Хоча офіційне виробництво Fokker 70 завершено, компанія Rekkof («Fokker», написаний у зворотному порядку) з 1999 року намагалася вести переговори про відновлення ліній Fokker 100 і Fokker 70.

## Поточні оператори
Станом на липень 2018 року, 26 літаків знаходилися у флоті 7 авіакомпаній та 2 урядів:

### Авіакомпанії
- Air Niugini (6)
- Alliance Airlines (9)
- Fly All Ways (2)
- TransNusa Air Services (1)
- Tus Airways (5)
- Wayraperú (1)

### Урядові
- Уряд Кенії (1)
- Повітряні сили М'янми (2)[7]

## Специфікації
Джерело airliners.net, aer.ita.br, flyfokker.com, flugzeuginfo.net
Основні характеристики
- Екіпаж: 2 людини
- Пасажири: 
 85 пасажирів (1 клас, максимальний крок крісел 76 см (30 дюймів))
 79 пасажирів (1 клас, типовий крок крісел 81 см (32 дюйми))
 72 пасажири (2 клас, типовий крок крісел 91 см (36 дюймів))
- Довжина: 30.91 м (101 фт 5 дм)
- Розмах крила: 28.08 м (92 фт 2 дм)
- Ширина: 3.30 м (10 фт 10 дм)
- Висота: 8.5  м (27.89 фт 11 дм)
- Маса порожнього: 22.673 кг (49.985 lb)
- Двигун: 2 × Rolls-Royce RB.183 Tay, 61.6 кН (13.850 lbf) thrust

Льотні характеристики
- Крейсерська швидкість: 845 км/год (525 миль/год)
- Дальність польоту: 3.410 км (2.119 миль)
- Практична стеля: 11.000 м (36.089 фт)

## Аварії та нещасні випадки
- 5 січня 2004 року о 8:17 за місцевим часом, Fokker 70 авіакомпанії Austrian Airlines (реєстраційний номер OE-LFO) здійснив аварійну посадку в засніженому полі недалеко від міжнародного аеропорту Мюнхена. Літак виконував рейс 111 з Відня до Мюнхена з 28 пасажирами і чотирма членами екіпажу на борту, коли, внаслідок обмерзання, його двигуни відмовили під час заходу на посадку. Літак був серйозно пошкоджений, проте лише троє пасажирів отримали незначні травми.[10][11][12]